# Glömstadalen

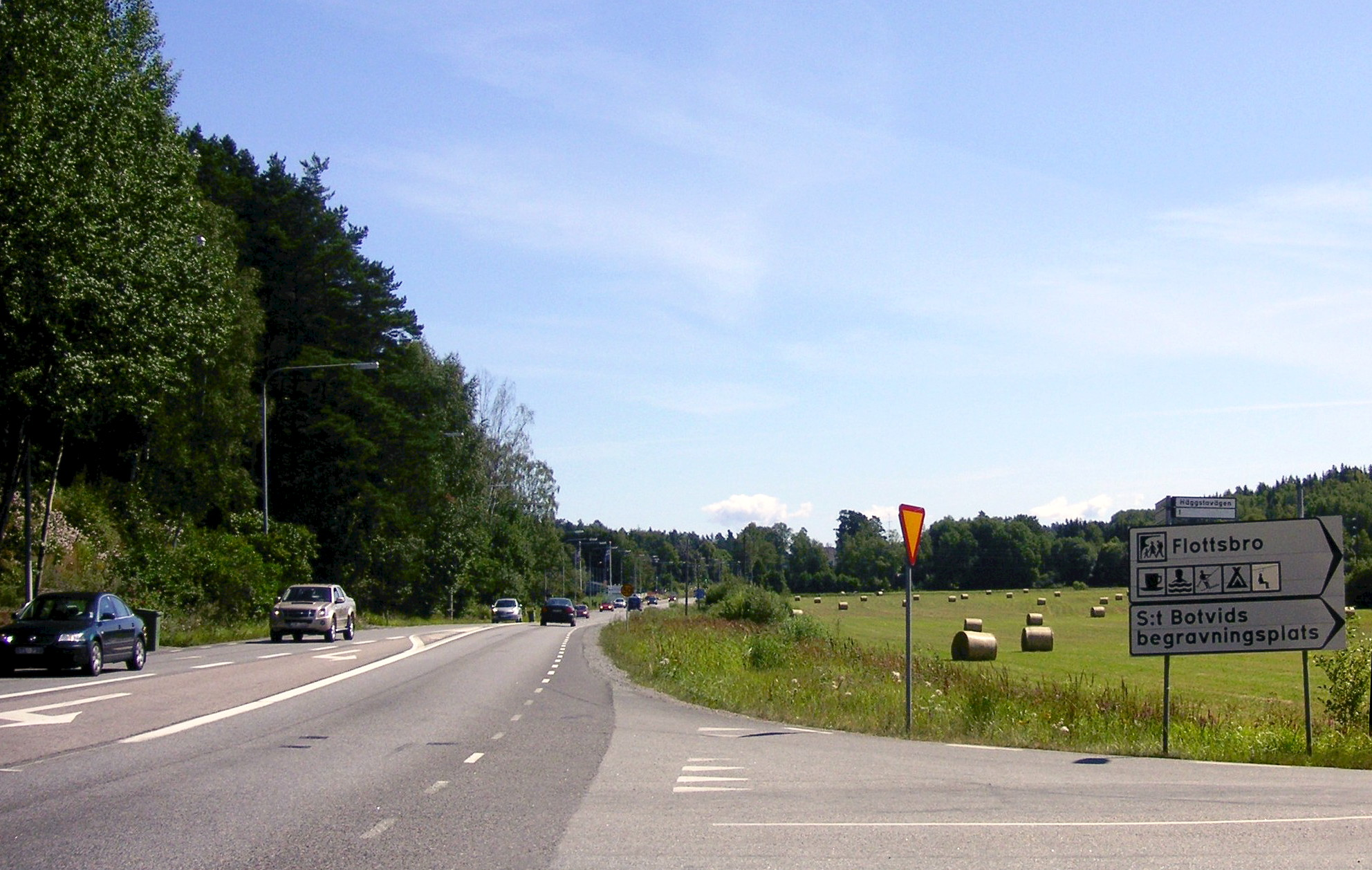
Glömstadalen med Glömstavägen österut, juli 2008.

Glömstadalen är en cirka 3,5 kilometer lång och upp till 300 meter bred dalgång som sträcker sig mellan Masmo i väster och Flemingsberg i öster i Huddinge kommun, Stockholms län. Genom Glömstadalen sträcker sig Glömstavägen (en del av Länsväg 259). Hela dalgången är utpekad som ett kommunalt kulturmiljöintresse.

## Natur och Landskapsbild
Glömstadalen är ursprungligen en sprickdal som i söder avgränsas av skogklädda höjder och i norr av Glömstavägen samt en blandad miljö med skogspartier och villabebyggelse. På södra sidan finns några tvärgående ”vikar” som utgår från dalen, bland annat vid Lovisebergvägen och Kästabergsvägen. Landskapet karakteriseras huvudsakligen av äldre jordbruksmark och den livlig trafikerade Glömstavägen. Jordbruksmarken böljar svagt och bryts upp av småvägar, öppna diken, åkerholmar samt busk- och trädridåer som bidrar till landskapets småskaliga karaktär och variation. I Huddinge kommuns kulturmiljöinventering från 2003 utpekades Glömstadalen som ett odlingslandskap som skall bestå och att det öppna landskapet skall värnas.

## Historik

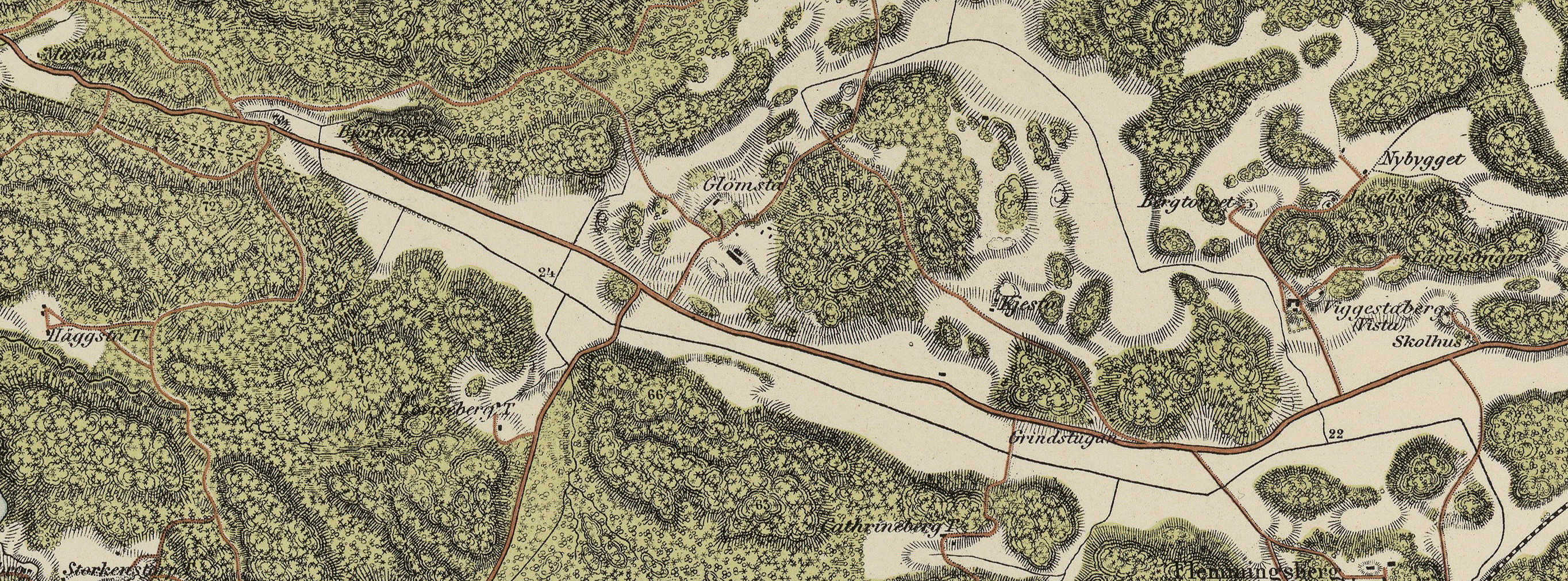
Glömstadalen 1861.

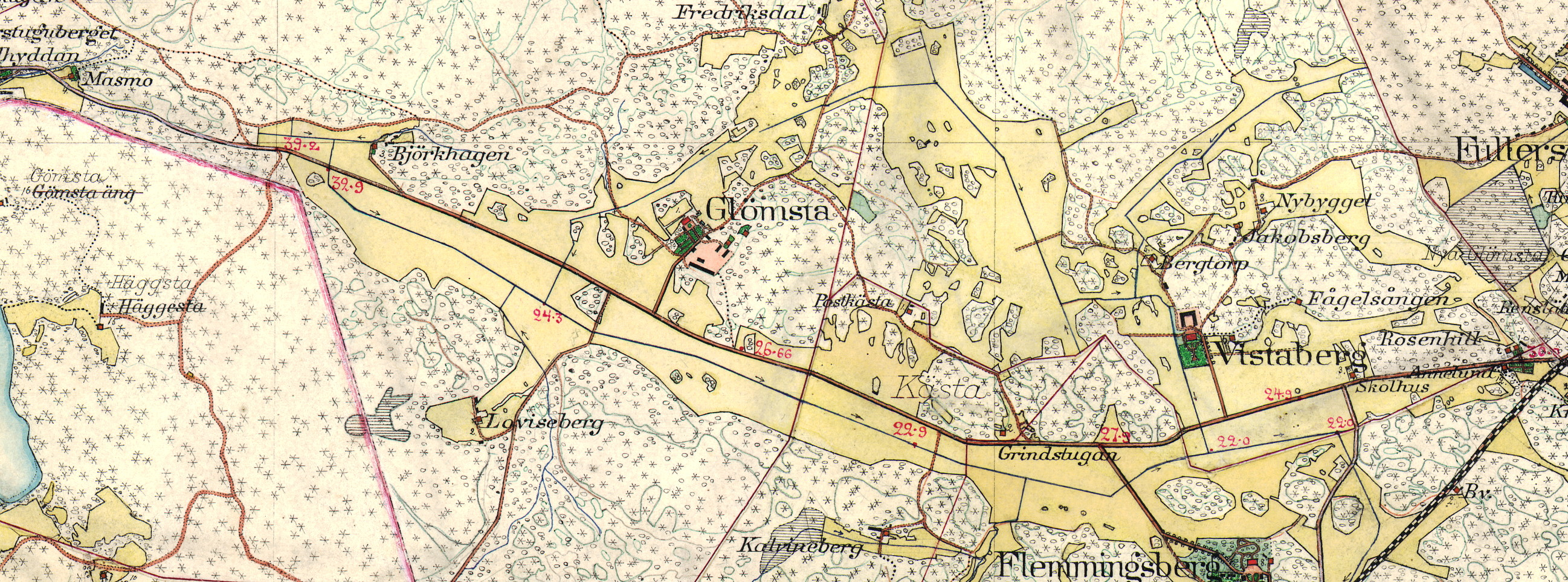
Glömstadalen 1901.

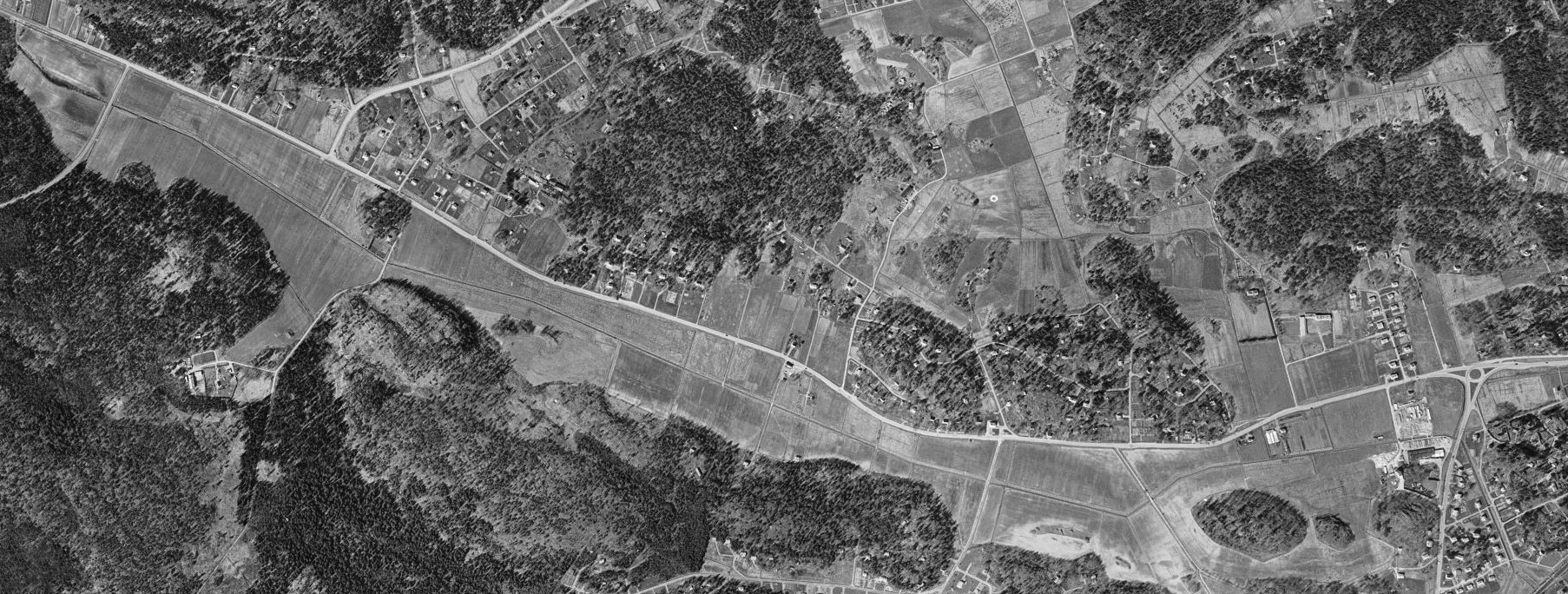
Glömstadalen 1960.

Glömstadalen är idag en rest av en forntida segelled som sträckte sig mellan Orlången och dagens Albysjön och var en viktig förbindelse mellan Östersjön och Mälaren. Glömstadalens ursprung som förhistorisk farled märks genom lämningar tillbaka till stenåldern som upptäcktes i anslutande höjdlägen. De stenåldersboplatser som är kända i västra Glömstadalen ingår i det system av boplatser som påträffats på den höglänta Masmoplatån (se även Masmogubben).
I takt med att farleden uppgrundades genom landhöjningen uppstod ett nytt landskap med våtmarker kring ett mindre vattendrag. Nya färdvägar, nu på land, avlöste segelleder på vatten. Genom och över dalgången uppstod sedan flera generationer färdvägar. Till de äldsta räknas tingsvägens sträckning över Glömstadalen, till Flottsbro och vidare till Svartlöta tingsplatsen. 
Vid Glömstadalens södra sida, i höjd med nuvarande Lovisebergsvägen, gick en vikingatida bro över det numera försvunna vattendraget. Här finns Glömstahällen, en runhäll från 1000-talet. Hällens ristning "Sverker lät göra bron efter Ärengunn, sin goda moder" anses vara utförd på uppdrag av Glömstas ägare. Den medeltida Göta landsväg var en tidig huvudväg till och från Stockholm som norr och söder om dalgången följde i stora drag nuvarande Gamla Stockholmsvägen. 
Den långsträckta dalgången började dräneras och odlades upp redan under järnåldern och blev så småningom odlingsmark under gårdarna Glömsta, Vistaberg och Flemingsberg. Dagens Glömstavägen löper utmed Glömstadalens norra sida och har också sin bakgrund i en äldre landsväg som började anläggas på 1700-talet. Genom ombyggnader, breddningar och anpasslingar fick Glömstavägen sitt nuvarande utseende. Ett levande vittne om gångna tider är den mäktiga Hagstaeken som står vid Glömstadalens mellersta del. Eken är en av Huddinges elva naturminnen som fridlystes redan 1933. Länsstyrelsen upphävde ekens naturminnesstatus i slutet av april 2020. Beslutet är överklagat.

## Framtidsplaner
Glömstadalen är i kommunens markanvändningskarta utpekat som "utvecklingsområde under utredning". Det finns planer på ett nytt bostadsområde som skall byggas på Glömstadalens gamla jordbruksmark. Kommunen menar att det kommer vara välförsörjt med kollektivtrafik genom kommande Spårväg syd och genom trafikleden Tvärförbindelse Södertörn. Enligt planerna skall Tvärförbindelse Södertörn läggas i tunnel (Glömstatunneln) förbi Loviseberg (färdigställande tidigast 2033). Tunneln bidrar till att Lovisebergs framtida bostadsbebyggelse kan växa samman med Glömstas befintliga villakvarter. Planer på exploatering av Glömstadalen har väckt protester hos bland andra Naturskyddsföreningen Huddinge och Vårby-Fittja hembygdsförening samt privatpersoner.

## Bilder

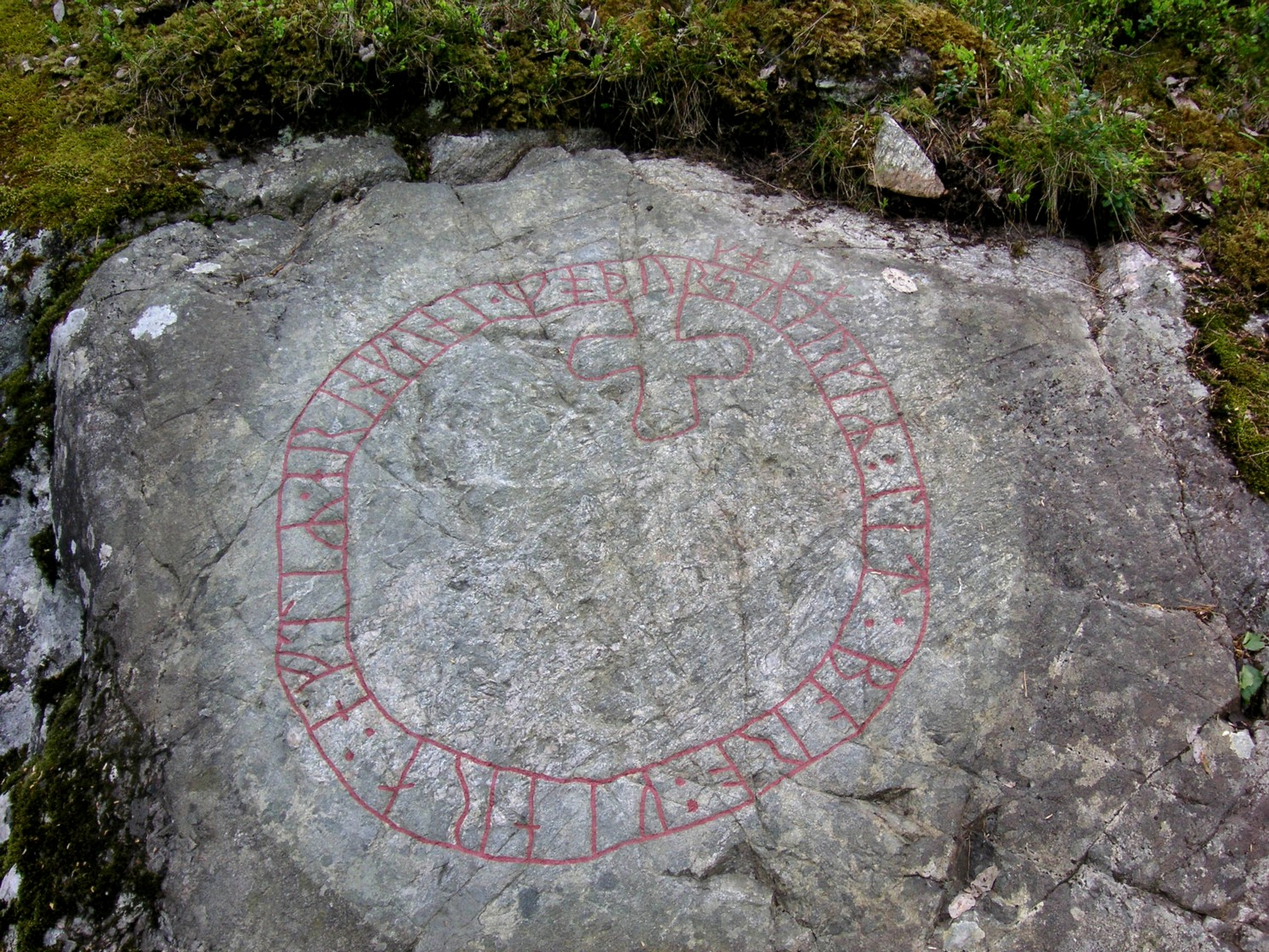
Glömstahällen vid Glömstadalens södra sida.
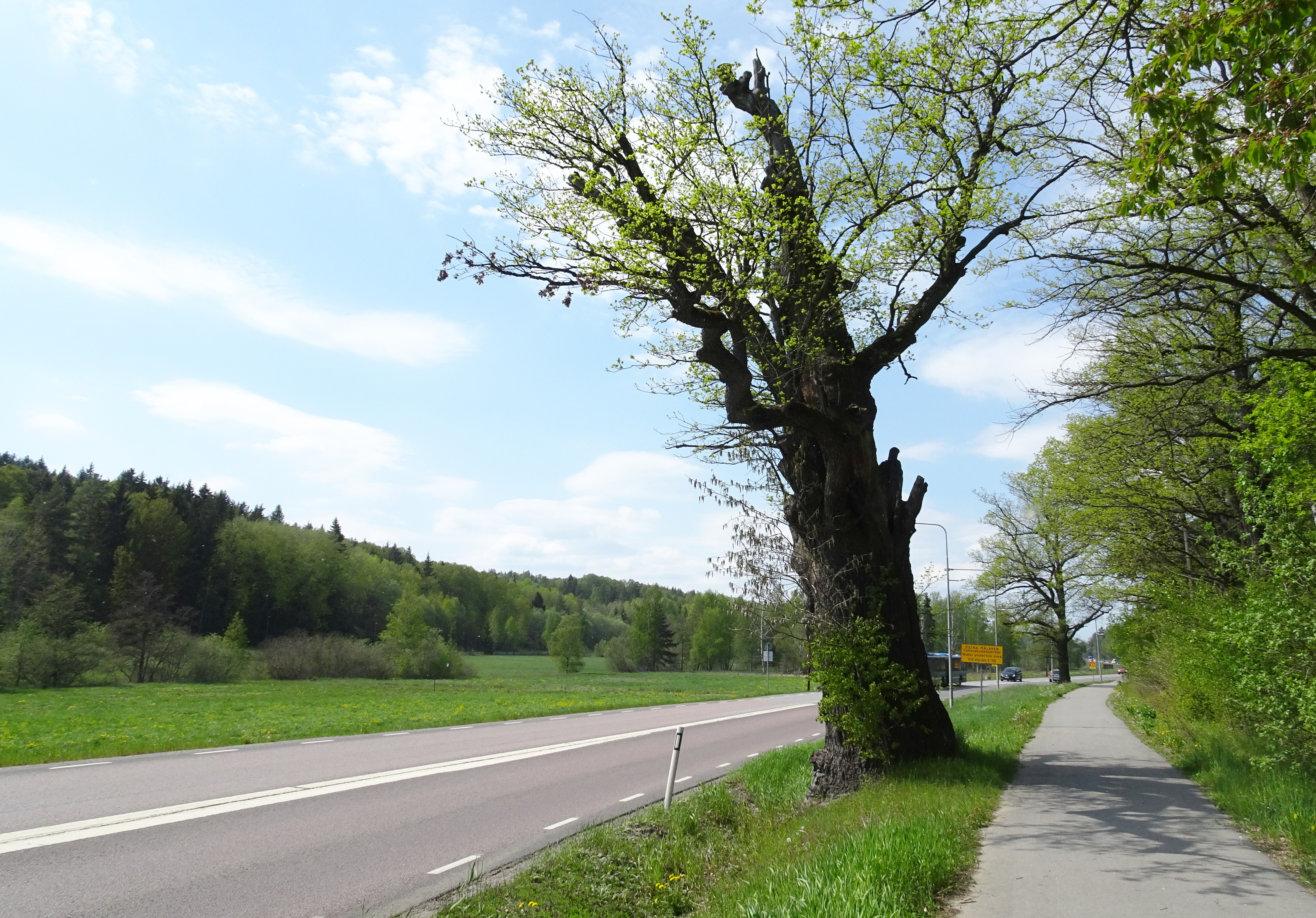
Glömstadalen västerut med Hagstaeken.
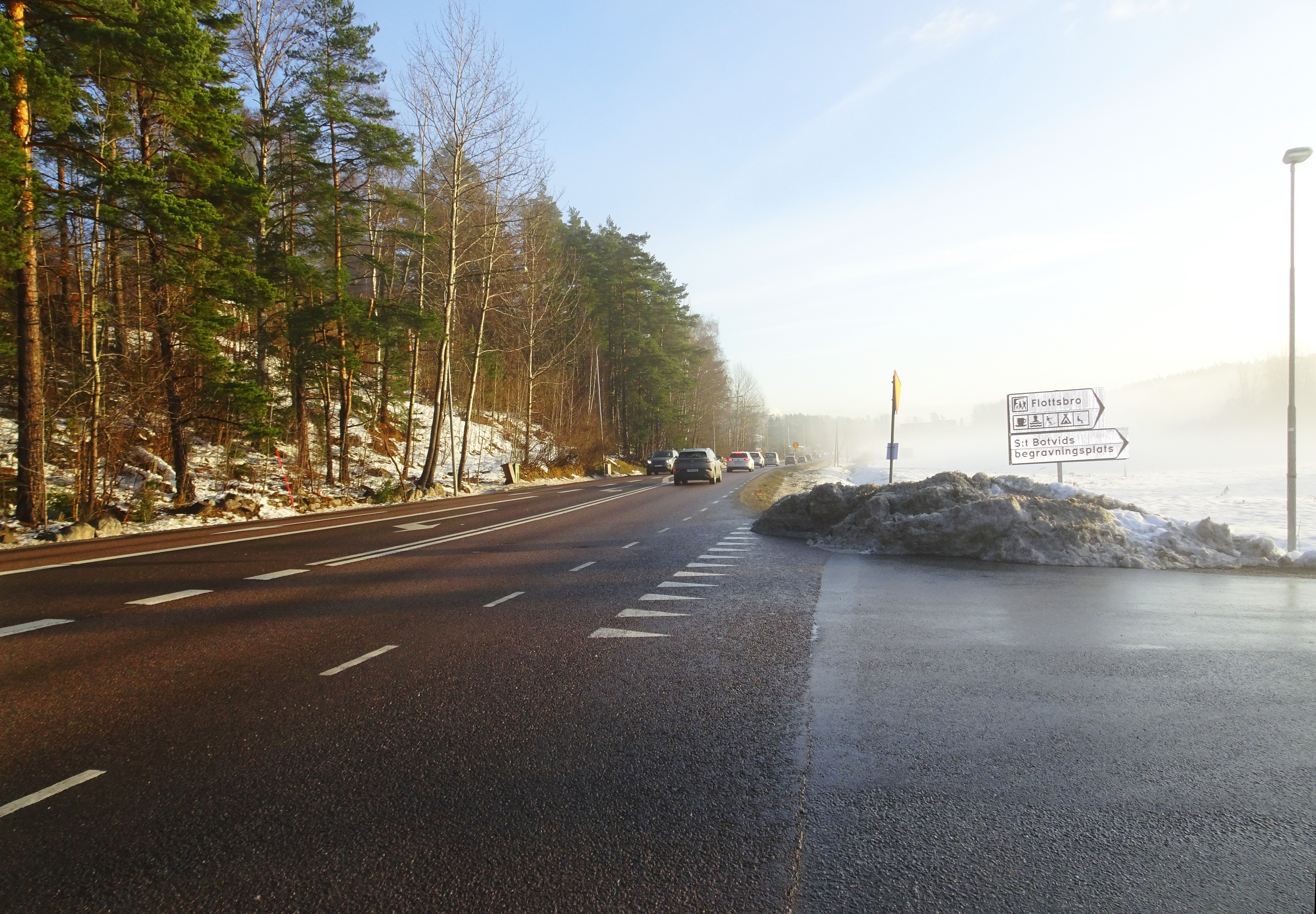
Glömstadalen och Glömstavägen österut.
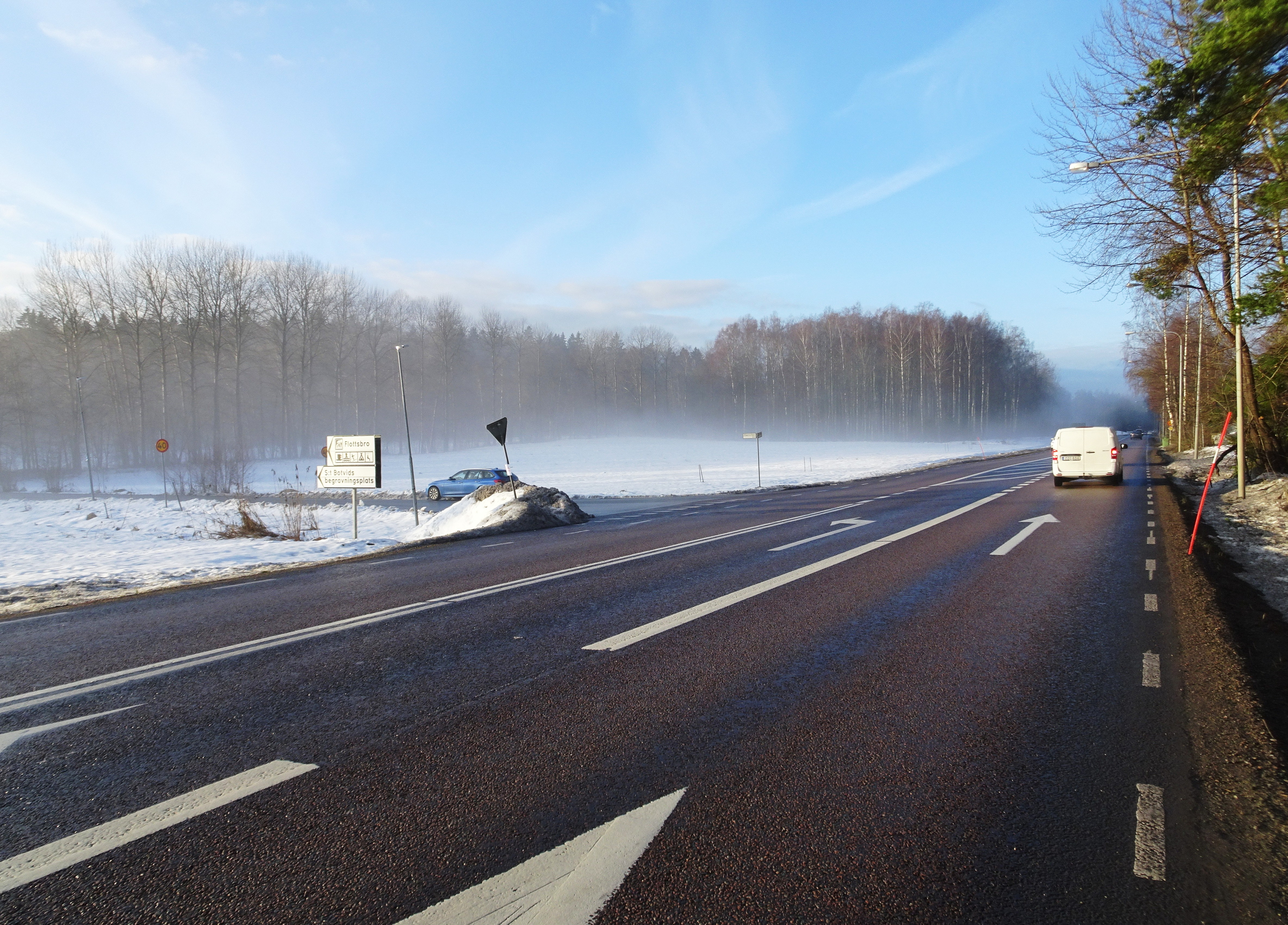
Glömstadalen med Glömstavägen västerut.